# ثقافة تركيا
ثقافة تركيا تَجمع بين مجموعة متنوعة وغير متجانسة إلى حد كبير من التقاليد المشتقة من الدولة العثمانية وأوروبا والشرق الأوسط والتقاليد في آسيا الوسطى. تركيا سابقة مكانتها باعتبارها إمبراطورية متعددة الأعراق حيث امتدت على ثلاث قارات من خلال ضمها ليبيا ومصر والسودان حتى انفصالهم عنها نظرًا للاحتلال البريطاني والإيطالي والفرنسي. تمتد الآن تركيا على قارتين أوروبا وآسيا حيث أن كل تركيا في قارة آسيا إلى أن نأتي إلى نصف اسطنبول لجسر البوسفور "جسر شهداء 15 تموز" الذي نستطيع أن ننتقل منه من قارة آسيا إلى قارة أوروبا الذي هي نصف إسطنبول الآخر في قارة اوروبا ونظامها جمهوري بسبب مقاومة مصطفى كمال أتاتورك التي بدأت في طرابلس بالحرب العثمانية الإيطالية بهجوم الإيطالين على منطقة طرابلس في 29 ديسمبر 1911 ومن وقتها خاض مصطفى كمال أتاتورك الكثير مع المعارك والحروب لإنقاذ بلاده من الدمار حتى عام 1923. وهكذا أصبحت تركيا دولة مستقرة وعلمانية مع إقرار مبدأ فصل الدين عن الدولة أي اللائكية خلال السنوات الأولى للجمهورية، استثمرت الحكومة على كمية كبيرة من الموارد في الفنون الجميلة مثل النحت، الرسم والهندسة المعمارية. تركبت الثقافة التركية من خلفيات تاريخية ودينية واجتماعية. الدين الرسمي للدولة هو الإسلام الآن بعد التحول السياسي الذي شهدته تركيا في عصر أردوغان.

## لمحة عامة
شهدت الثقافة التركية الحديثة تغيرات عميقة خلال القرن الماضي. اليوم، قد تكون تركيا البلد الوحيد الذي يجمع كل من القيم الشرقية والثقافة الغربية (جنبا إلى جنب مع العديد من التنازلات والاندماجات بين الاثنين). كان هذا الخلط، وبدلاً من إنتاج التجانس الثقافي، أسفر بدلاً من ذلك في فرض ثقافة علمانية على الثقافات التقليدية للمسلم في الأناضول واصطدمت مع (أو فرضت عليهم) الحداثة العالمية من إسطنبول وعلى نطاق أوسع الثقافة الغربية. وهكذا، والثقافة التركية في العديد من الطرق التي تمثل سلسلة متصلة الجسور الماضي والحاضر.

## الأدب

نامق كمال كان شاعرا بارزا التركية، والروائي والكاتب المسرحي والصحافي في أواخر العهد العثماني

الأدب التركي هو مجموعة من النصوص المكتوبة والشفوية تتألف في اللغة التركية، سواء في شكل العثمانية، أو في أشكال أقل الأدبية حصراً، مثل تلك التي تحدث في جمهورية تركيا اليوم. الأمثلة التقليدية للأدب الشعبي التركي وتشمل قصص وكاراغوز Hacivat ،Keloğlan، خمصي İncili هوتشا ونصر الدين، فضلا عن أعمال الشعراء الشعبيين مثل ايمري اسيك يونس وفيسيل. لقد كان كتاب كوركوت ديدي وملحمة Köroğlu العناصر الرئيسية للتقليد ملحمة التركية في الأناضول لعدة قرون.
كانت تيارات الأساسيان في الأدب العثماني الشعر والنثر من اثنين، وكان الشعر ديوان العثمانية، وهو شكل من اشكال الفن شكلية ورمزية عالية، تيار السائد. وكانت الغالبية العظمى من ديوان الشعر الغنائي في الطبيعة: إما gazels أو kasîdes. هناك، ومع ذلك، الأنواع الشائعة الأخرى وأهمها mesnevî، وهو نوع من الرومانسية الآية، وبالتالي مجموعة متنوعة من الشعر السردي. وكان التقليد من النثر العثمانية حصرا غير خيالية في الطبيعة، كما كان محدودا تقليد الرواية إلى الشعر السرد.

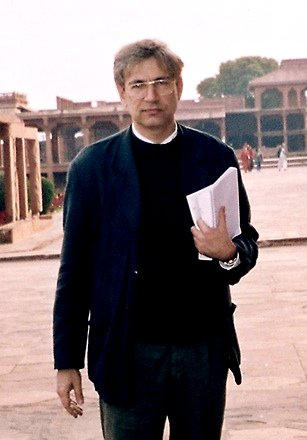
اورهان باموك هو واحد من الروائيين الرائدة التركية المعاصرة، والفائز في عام 2006 جائزة نوبل في الأدب

جلبت إصلاحات التنظيمات 1839-1876 من التغييرات على لغة الأدب العثماني مكتوبة، وعرض أنواع الغربية لم تكن معروفة سابقا، في المقام الأول على رواية وقصة قصيرة. كتب كثير من الكتاب في فترة التنظيمات في أنواع مختلفة عدة في وقت واحد: على سبيل المثال، نامق كمال الشاعر كما كتب الهامة İntibâh 1876 رواية (الصحوة)، في حين لاحظت Şinasi الصحفي للكتابة، في عام 1860، وهي أول مسرحية التركية الحديثة والكوميديا واحد فعل «صير Evlenmesi» (الزواج الشاعر). تشكلت معظم جذور الأدب التركي الحديث بين عامي 1896 و 1923. على نطاق واسع، كانت هناك ثلاث حركات أدبية الأولية خلال هذه الفترة: من Edebiyyât - I Cedîde (الأدب الجديد) الحركة، وFecr - I العاطي (فجر المستقبل) الحركة؛ والملة Edebiyyât حركة (الأدب القومي). بدأت Edebiyyât - I Cedîde (الأدب الجديد) مع تأسيس الحركة في عام 1891 من مجلة الفنون سيرفيت - I (الثروة العلمية)، والتي كرست إلى حد كبير إلى التقدم (سواء الفكرية والعلمية) على النموذج الغربي. تبعا لذلك، والمشاريع المجلة الأدبية، في ظل اتجاه فكرت توفيق الشاعر، كانت موجهة نحو خلق النمط الغربي «الفن الرفيع» في تركيا.
أسلوبيا، كان النثر في وقت مبكر لجمهورية تركيا في جوهرها استمرار لحركة الأدب القومي، مع غلبة الواقعية والطبيعية. هذا الاتجاه توجت Yaban رواية 1932 (براري) بواسطة يعقوب قدري Karaosmanoğlu. ويمكن رؤية هذه الرواية كما السلائف إلى اثنين من الاتجاهات التي من شأنها تطوير قريبا: الواقعية الاجتماعية، و«رواية القرية» (كوي الغجر). وقاد الحركة الواقعية الاجتماعية للكاتب القصة القصيرة سيت فايق Abasıyanık. كان الكتاب كبيرا من التقليد «القرية رواية» كمال طاهر، كمال أورهان، وكمال يسار. في تقاليد مختلفة جدا، ولكن البرهنة مماثلة جهة نظر سياسية قوية، وكانت القصة القصيرة الساخرة عزيز نسين كاتب. والروائيين هامة أخرى في هذه الفترة أحمد حمدي Tanpınar وأتاي اوغوز. أورهان باموك، الحائز على جائزة نوبل للأدب عام 2006، هو من بين الروائيين المبتكر، الذي يعمل تظهر تأثير ما بعد الحداثة والواقعية السحرية. شعراء المهم لجمهورية تركيا وتشمل فترة أحمد هاشم، ويحيى كمال بياتلى وناظم حكمت (الذي عرض نمط الشعر الحر). أورهان فيلي أدى Kanık، مليح جودت Anday وأوكتاي رفعت حركة Garip، بينما تورغوت أويار، Cansever أديب وجمال Süreya قاد حركة يني İkinci. خارج Garip والحركات İkinci يني، وعدد من الشعراء هامة أخرى مثل فاضل حسنو Dağlarca، Necatigil بهجت ويمكن أوزبلغين ازدهرت أيضا.

### الشعر
الشعر هو النموذج الأبرز للأدب في تركيا الحديثة.
كان الشعر الشعبي كما هو مبين أعلاه، أثرت بقوة في السنة والتقاليد الإسلامية الشيعية. علاوة على ذلك، جزئيا، كما يتضح من انتشار التقليد اسيك / أوزان ما زالت قائمة، كان العنصر المهيمن في الشعر الشعبي التركي دائما الأغنية. Veled سلطان تطور الشعر الشعبي في التركية التي بدأت في الظهور في القرن 13th مع الكتاب هامة مثل يونس إمري، وŞeyyâd حمزة، وأعطى دفعة كبيرة عندما، في 13 مايو 1277، Karamanoğlu محمد الباي أعلن المسؤول التركي لغة الدولة دولة الأناضول Karamanid القوية؛. في وقت لاحق، وكثير من أعظم شعراء التقليد ستستمر من أجل الخروج من هذه المنطقة.[بحاجة لمصدر]
هناك، بصفة عامة، واثنين من التقاليد الشعبية التركية الأشعار؛
وكان التقليد المذكور اسيك / أوزان، والتي تتأثر كثيرا، وإن من الدين، كما هو مذكور في معظمها تقليد العلمانية؛
التقليد الديني صراحة، والتي انبثقت من أماكن التجمع (tekkes) أوامر الدينية الصوفية والجماعات الشيعية.
الكثير من الشعر والغناء من التقليد اسيك / أوزان، ويجري عن طريق الفم على وجه الحصر تقريبا حتى القرن 19، لا تزال مجهولة. هناك، مع ذلك، عدد قليل من المعروف aşıks من قبل ذلك الوقت بقيت اسماؤهم مع أعمالهم: في Köroğlu السالفة الذكر (16 قرن)؛ Karacaoğlan (1606 -1689؟)، الذي قد يكون أفضل من يعرف aşıks قبل القرن 19 ؛ Dadaloğlu (1785 -1868؟)، الذي كان واحدا من آخر من aşıks كبيرة قبل التقليد بدأت تتضاءل إلى حد ما في أواخر القرن 19، وعدة أشخاص آخرين. كانت أساسا aşıks المنشدون الذين سافروا عبر الأناضول يؤدون أغانيهم على Baglama دف، وهو أداة تشبه المندولين التي تقرن السلاسل تعتبر لها أهمية رمزية دينية في العلويين / البكتاشيين الثقافة. على الرغم من تراجع تقليد اسيك / أوزان في القرن 19، شهدت انتعاشا كبيرا عليه في القرن 20، ويرجع الفضل إلى الشخصيات البارزة مثل اسيك فيسيل Şatıroğlu (1894-1973)، اسيك Mahzuni الرقيق (1938-2002)، Neşet Ertaş (1943 --)، وغيرها الكثير.
وكان ديوان الشعر العثماني فنا شكلية ورمزية عالية. من الشعر الفارسي التي ألهمت إلى حد كبير، ورثت ثروة من الرموز التي المعاني والعلاقات المتبادلة على حد سواء. من التماثل (مراعات نظير mura'ât نذير - I / تناسب tenâsüb) والمعارضة (تضاد tezâd)، كانوا أكثر أو أقل المقررة أمثلة على الرموز السائدة التي، إلى حد ما، تعارض بعضها بعضا وتشمل، في جملة أمور:
والبلبل (بلبل بلبل) -- الوردة (گل جول) في العالم (جهان جهان؛ عالم عليم ') -- في rosegarden (گلستان غوليستان؛ گلشن gülşen) في الزهد (زاهد زاهد) -- من الدراويش (درويش درويش). [بحاجة لمصدر]
في السنوات الأولى للجمهورية في تركيا، كان هناك عدد من الاتجاهات الشعرية. تابع كتاب مثل هاشم أحمد ويحيى كمال بياتلى (1884-1958) لكتابة الآية رسمية هامة وكانت لغته، إلى حد كبير، واستمرارا للتقليد أواخر العهد العثماني. من جانب الأغلبية بكثير من الشعر في ذلك الوقت، ومع ذلك، كان في تقليد شعبية مستوحاة من حركة "syllabist" (BES Hececiler)، والتي انبثقت عن حركة الأدب الوطني والتي تميل إلى التعبير عن موضوعات وطنية تصاغ في مقطعي متر المرتبطة الشعر الشعبي التركي. [بحاجة لمصدر]
وقد اتخذت الخطوة الأولى جذري بعيدا عن هذا الاتجاه من خلال ناظم حكمت ران، الذي، خلال الفترة التي قضاها كطالب في الاتحاد السوفياتي 1921-1924، تعرضت للشعر الحداثي Mayakovsky فلاديمير وغيرها، والتي أوحت له أن يبدأ الكتابة الآية بأسلوب أقل رسمية. وجاءت ثورة أخرى في الشعر التركي في عام 1941 حوالي مع نشر وحدة صغيرة من الآية التي سبقت مقال وGarip بعنوان («غريبة»). كان كتاب أورهان فيلي Kanık (1914-1950)، مليح جودت Anday (1915-2002)، واوكتاي رفعت (1914-1988). يعارض صراحة نفسها على كل ما كان قد ذهب في الشعر من قبل، وسعوا بدلا من ذلك إلى خلق فن شعبي «لاستكشاف أذواق الناس، لتحديد ما عليها، وجعلها عهد العليا على الفن». [21] وتحقيقا لهذه الغاية، وتوظيفهم مستوحاة جزئيا من الشعراء الفرنسيين المعاصرين مثل جاك Prévert، ليس فقط متغير من الشعر الحر الذي عرضته ناظم حكمت، ولكن أيضا اللغة العامية للغاية، وكتب في المقام الأول حول مواضيع يومية عادية والرجل العادي في الشارع. كان رد الفعل الفوري والاستقطاب: معظم الشعراء إنشاء الأكاديمية وكبار السن ذم لهم، في حين أن معظم الشعب التركي احتضنهم بكل إخلاص. تماما كما كانت الحركة Garip رد فعل ضد الشعر في وقت سابق، ما في 1950s، وبعد ذلك كان هناك رد فعل ضد الحركة Garip. عارضت شعراء هذه الحركة، والمعروف في أقرب وقت İkinci يني («نيو الثانية» [22])، أنفسهم إلى الجوانب الاجتماعية السائدة في شعر ناظم حكمت والشعراء Garip، وبدلا من ذلك، جزئيا مستوحاة من اضطراب في اللغة السريالية رواجا حركات غربية مثل الدادائية وخلق الشعر أكثر تجريدا من خلال استخدام لغة التنافر وغير متوقعة، والصور المعقدة، وتداعي الأفكار. إلى حد ما، يمكن اعتبار الحركة كما تحمل بعض خصائص ما بعد الحداثة في الأدب. كان الشعراء المعروفين في الكتابة «ثانيا الجديد» الوريد تورغوت أويار (1927-1985)، أديب Cansever (1928-1986)، جمال Süreya (1931-1990) اللجنة الاقتصادية لأوروبا ايهان (1931-2002)، وإلهان بيرك (1918 --).
خارج Garip و«الثانية الجديدة» الحركات أيضا، هناك عدد كبير من الشعراء وازدهرت، مثل فاضل حسنو Dağlarca (1914 --)، الذي كتب القصائد التي تتناول المفاهيم الأساسية مثل الموت والحياة، والله، والوقت، والكون ؛ بهجت Necatigil (1916-1979)، الذي مجازية إلى حد ما قصائد استكشاف أهمية الطبقة المتوسطة الحياة اليومية، ويمكن أوزبلغين (1926-1999)، الذي، بالإضافة إلى ذلك بلده عامية جدا ومتنوعة الشعر، كما كان مترجما إلى اللغة التركية من مجموعة متنوعة من الأدب العالمي، وعصمت أوزيل (1944 --)، الذي كان في وقت مبكر الشعر اليساري للغاية ولكن الذي شعر منذ 1970s أظهرت قوية النفوذ الإسلامي وحتى الصوفية.

### النثر
ويمكن تتبع النمط من الروائيين الحالي إلى «أقلام الشباب» (جنك Kalemler) المجلة في الفترة العثمانية. وقد نشرت أقلام الشباب في Selanik تحت Seyfettin عمر، وعلي ضياء Gökalp Yöntem Canip. تغطيتها في المفاهيم الاجتماعية والسياسية من وقتهم مع وجهة نظر قومية. كانوا نواة الحركة التي أصبحت تعرف باسم «الأدب القومي».
مع اعلان الجمهورية التركية عام 1923، أصبح الأدب التركي مهتم الأنماط الفولكلورية. كانت هذه المرة الأولى أيضا منذ القرن 19 أن الأدب التركي كان الهروب من النفوذ الغربي، وبدأت لمزج الأشكال الغربية مع الأشكال الأخرى. خلال 1930s، نشرت يعقوب قدري Karaosmanoğlu وفيدات تور Kadro نديم، الذي كان ثوريا في نظرته إلى الحياة.
أورهان باموك هو الروائي التركي الرائدة من الأدب ما بعد الحداثة. وقد ترجمت أعماله إلى أكثر من عشرين لغة. فهو من الجوائز الأدبية الكبرى التركية والعالمية، مثل جائزة نوبل للأدب عام 2006.

## العمارة

### العمارة المبكرة (1299-1437)

#### الفترة العثمانية المبكرة (1299-1326)

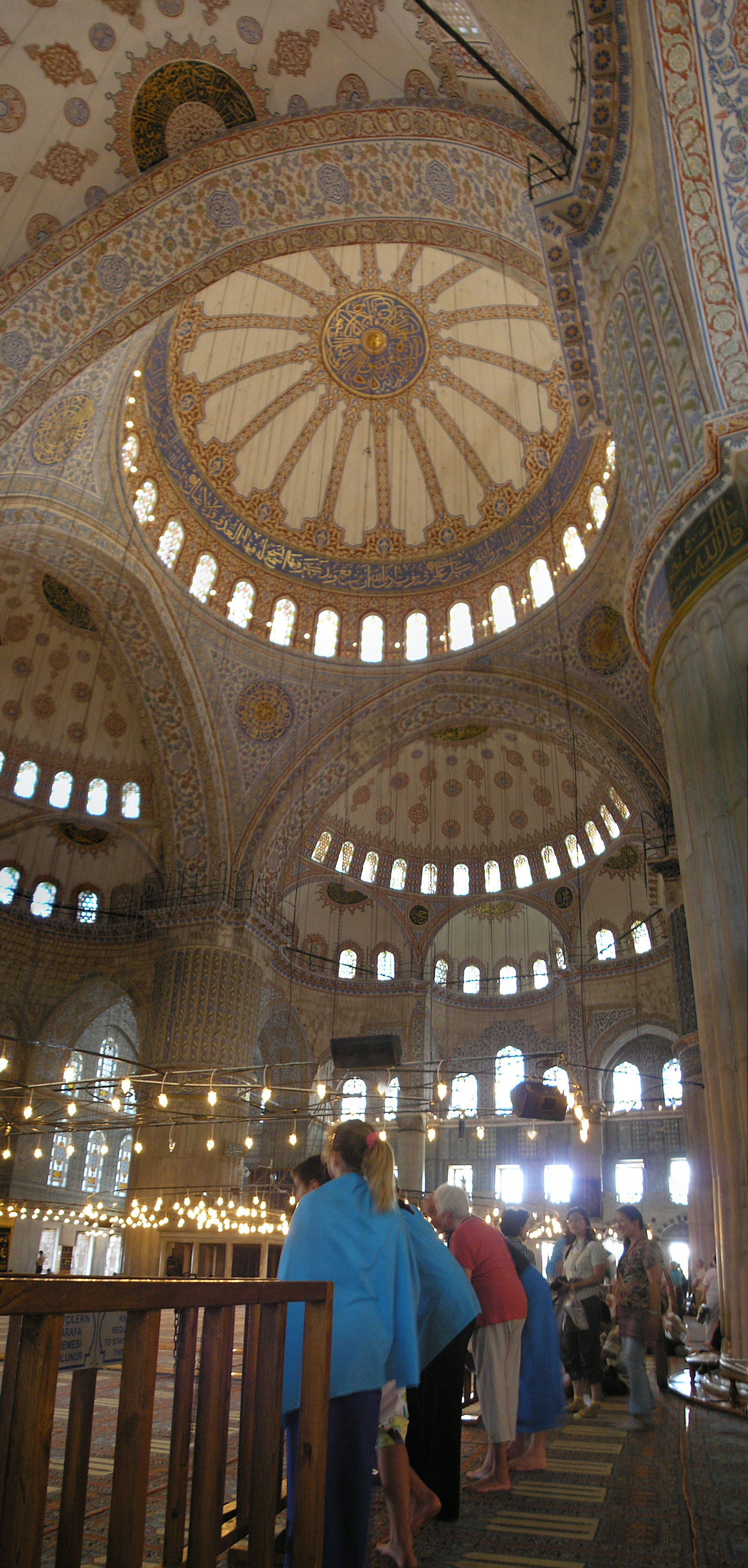
جامع السلطان أحمد (الجامع الأزرق)، إسطنبول، تركيا.

مع تأسيس الدولة العثمانية، خلال السنوات 1300-1453 تشكل الفترة العثمانية المبكرة أو الأولى في الهندسة المعمارية، الفن العثماني عندما كان في البحث عن أفكار جديدة. وشهدت هذه الفترة ثلاثة أنواع من المساجد: المستويات والمساجد والقباب واحد subline الزاوية. وأوزبك مسجد حاجي (1333) في إزنيق، أول مركز مهم من الفن العثماني، هو المثال الأول لمسجد واحد ذي القبة العثمانية.

#### بورصة الفترة (1326-1437)
النمط المعماري القبة تطورت من بورصة وأدرنة. مسجد أولو جامع في بورصة المسجد السلاجقة الأولى التي يتم تحويلها إلى واحد على شكل قبة. وأدرنة العاصمة العثمانية بين 1365 و 1453، عندما أصبحت إسطنبول (القسطنطينية) العاصمة الجديدة، ومن هنا أن نشهد المراحل النهائية في تطوير الهندسة المعمارية والتي بلغت ذروتها في بناء الجوامع الكبيرة في إسطنبول. ونظرت أيضا في المباني التي شيدت في مدينة إسطنبول خلال الفترة ما بين الفتح التركي للمدينة عام 1453 وتشييد مسجد بايزيد الثاني في إسطنبول أعمال الفترة المبكرة. من بين هذه هي مسجد الفاتح (1470)، ومحمود باشا المسجد، القصر المغطى وقصر توبكابي. العثمانيون متكاملة المساجد في المجتمع، وأضاف مطابخ الحساء، والمدارس الدينية، والمستشفيات، والحمامات التركية والمقابر.

### الفترة الكلاسيكية (1437-1703)

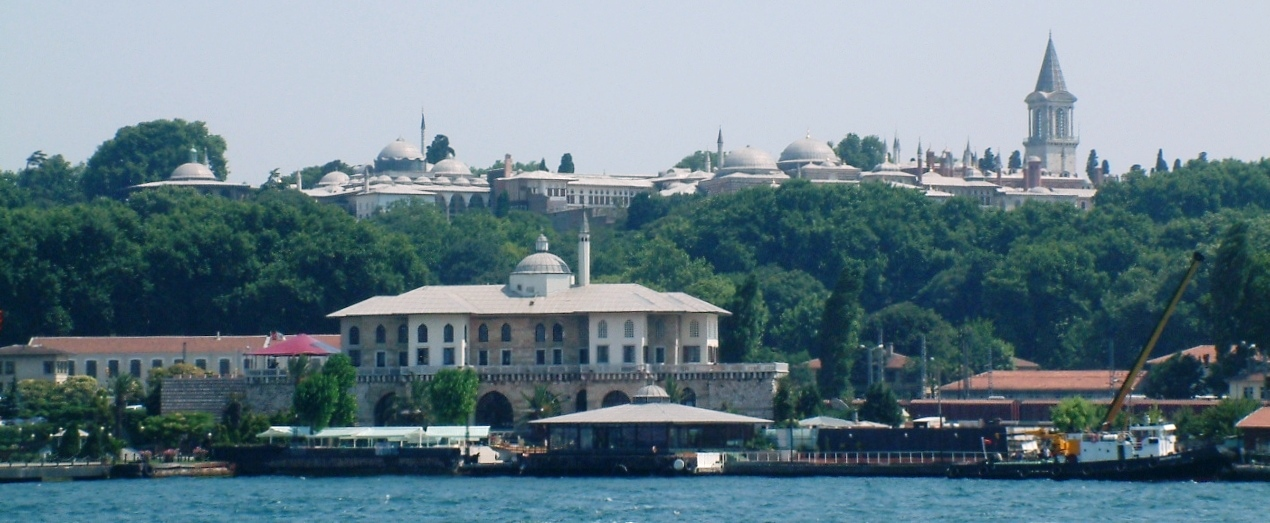
قصر طوب قابي، باسطنبول.

خلال الفترة الكلاسيكية، وخطط تغيير المسجد لتشمل الساحات الداخلية والخارجية. كانت الباحة الداخلية والمسجد لا ينفصلان. ولد المهندس سيد الفترة الكلاسيكية، معمار سنان في عام 1492 في قيصري، وتوفي في إسطنبول في العام 1588. سنان بدأت حقبة جديدة في مجال العمارة العالمية، وخلق 334 المباني في مدن مختلفة. وكان العمل معمار سنان المهم أولا Şehzade المسجد، الذي انجز في 1548. كان عمله الكبير الثاني مسجد السليمانية والمعقدة المحيطة بها، وبنى لسليمان القانوني. تم بناء مسجد السليمية في أدرنة خلال السنوات 1568-1574، عندما كان في ريعان سنان بصفته مهندسا معماريا. مسجد رستم باشا، ميهريمه جامع السلطان إبراهيم باشا مسجد، وجامع شاه زاده، فضلا عن türbes (الضريح) من Roxelana سليمان، والثاني القانوني سليم هي من بين الأعمال الأكثر شهرة سنان. تصاميم أكثر الفترات الكلاسيكية المستخدمة في العمارة البيزنطية في البلقان المجاورة مقرا لها، ومن هناك، أضيفت العناصر العرقية، وخلق نمط مختلف المعمارية.
ويمكن أيضا نماذج العمارة العثمانية في الفترة الكلاسيكية، فضلا عن تركيا، أن ينظر في البلقان والمجر ومصر وتونس والجزائر، حيث تم بناء المساجد، والجسور، ونوافير والمدارس.

### التغريب الفترة (1703-1876)

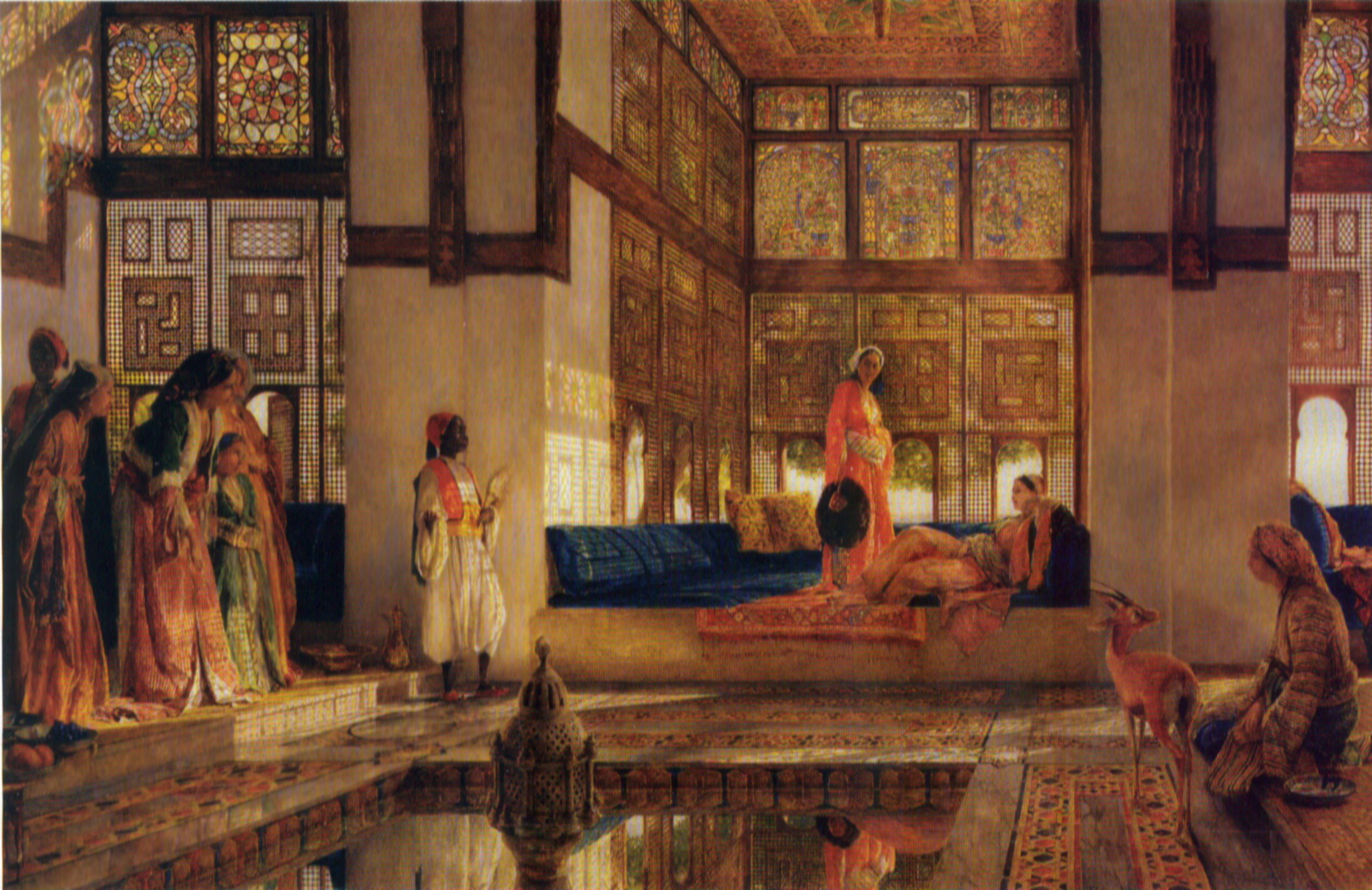
A view from the interior of a traditional Turkish house, by جون فردريك لويس (1805–1875)

في عهد أحمد الثالث (1703-1730) وتحت زخم كبير له إبراهيم باشا الوزير، تلا ذلك فترة من السلام. نظرا إلى العلاقات الوثيقة بين الدولة العثمانية وفرنسا، وبدأت العمارة العثمانية أن تتأثر أنماط الباروك والروكوكو التي حظيت بشعبية كبيرة في أوروبا. ومن المثير للاهتمام، تم تطوير النمط الذي كان مشابها جدا لالباروك من قبل الأتراك السلاجقة، وفقا لعدد من الأكاديميين، ويمكن شهد [1] [2] أمثلة من خلق هذا الشكل الفني في مستشفى Divriği والمسجد، الذي هو موقع التراث العالمي لليونسكو، وكذلك في منارة Çifte سيواس وقونيا المتاحف والمباني اينس منارة أخرى كثيرة من الفترة السلجوقية في الأناضول. وغالبا ما يطلق عليه اسم «بوابة السلاجقة الباروك». من هنا برزت من جديد في إيطاليا، ونمت في وقت لاحق شعبية بين الأتراك في العصر العثماني. وأرسلت مبعوثين ومختلف الزوار إلى المدن الأوروبية، وخاصة إلى باريس، لتجربة الجمارك الأوروبية المعاصرة والحياة. العناصر الزخرفية من الباروك والروكوكو الأوروبي تأثر العمارة العثمانية حتى الدينية. من ناحية أخرى، دعي ميلين، وهو مهندس فرنسي، من خلال أخت السلطان سليم الثالث إلى إسطنبول وصورت شواطئ البوسفور والقصور الواجهة البحرية على البحر تسمى يالي. خلال فترة ثلاثين عاما والمعروفة باسم فترة توليب، تحولت كل الأنظار إلى الغرب، وبدلا من أن يعمل الأثرية والكلاسيكية، وقد تم بناء الفيلات والأجنحة حول إسطنبول. ومع ذلك، كان حول هذا وقت بناء على قصر إسحاق باشا (1685-1784) في الأناضول الشرقية يجري.

#### توليب الفترة (1703-1757)
مع بداية هذه الفترة، بدأت الطبقة العليا والنخب في الإمبراطورية العثمانية لاستخدام المناطق المفتوحة والعامة في كثير من الأحيان. بدأت التقليدية، بطريقة الانطواء في المجتمع للتغيير. أصبح نوافير ماء ومساكن مثل كاسري Aynalıkavak الشعبية. تم تأسيس قناة المياه (الاسم الآخر هو Cetvel - I سيم) ومنطقة للنزهة (Kağıthane) والمناطق الترفيهية. على الرغم من أن فترة المنتهية في توليب مع انتفاضة Patrona خليل، أصبح نموذجا لمواقف التغريب. خلال السنوات 1720-1890، انحرفت العمارة العثمانية من مبادئ العصور الكلاسيكية. مع ترسب أحمد الثالث، ومحمود توليت العرش (1730-1754). وكان خلال هذه الفترة التي الباروك على غرار المساجد وبدأت سيتم تشييدها.

#### عصر الباروك (1757-1808)
خطوط دائرية، متموجة والمنحنية هي الغالبة في هياكل هذه الفترة. الأمثلة الرئيسية هي نور ش مسجد أوسمانيا، زينب مسجد السلطان ومسجد اليلى، قبر فاتح، نزل Çukurçeşme اليلى، بيرجي جاقيراغا القصر، قصر Aynalıkavak، وثكنة السليمية. كان معمار طاهر (المعروف أيضا باسم محمد الفاتح الطاهر AGA) المهندس المعماري الهام لهذه الفترة.

#### إمبراطورية الفترة (1808-1876)

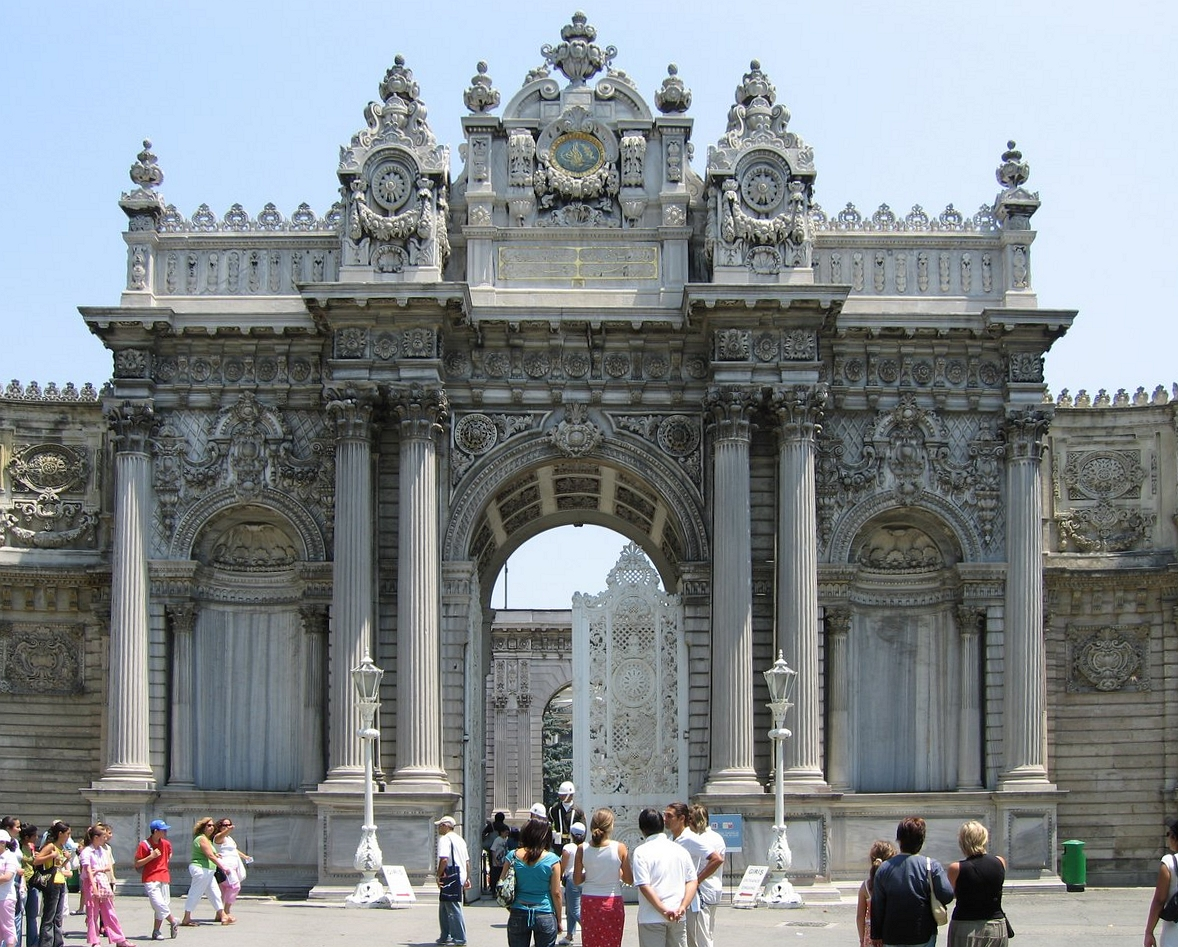
One of the main entrance gates of the قصر طولمه باغجه

Nusretiye المسجد، مسجد Ortaköy، قبر السلطان محمود، وغلطة لودج من دراويش Mevlevi، قصر Dolmabahce، وقصر بلربي، سعد الله باشا ويالى ثكنة Kuleli هي الأمثلة المهمة على هذا النمط، وضعت بالتوازي مع عملية التغريب. والمعماريين من عائلة باليان تلك الرائدة في ذلك الوقت. وقد تميزت هذه الفترة من المباني المختلطة الأنماط الكلاسيكية الجديدة، الباروك، الروكوكو والإمبراطورية، مثل قصر Dolmabahce، ومسجد ومسجد Ortaköy [دولمبهس].

### الفترة العثمانية المتأخرة (1876-1922)
جامع السلطانة الأم برتفنيال، Şeyh ظافر مجموعة من المباني، كلية طب «حيدر باشا»، Duyun - U Umumiye البناء، إسطنبول مكتب سند الملكية، كبير المباني مكتب البريد مثل Postane Merkez (مكتب البريد المركزي) في حي سيركجي في إسطنبول، وشقق Harikzedegan في اليلى هي هياكل هامة في هذه الفترة عندما كان أسلوب انتقائي المهيمنة. وريموندو توماسو D' Aronco وVallaury الاسكندر المهندسين المعماريين في ذلك الوقت.

### جمهورية تركيا الفترة (منذ 1923)
في هذه الفترة، بدا المعماريين التركية في المباني الدينية والكلاسيكية في العصر السابق للإلهام في محاولاتهم لبناء بنية وطنية. القومية، ووضع بقوة بعد الفترة العثمانية الثانية من الدستور، التي تحررت العمارة العثمانية من تأثير الفن الغربي، وبالتالي جلب نحو نمط جديد على أساس العمارة العثمانية الكلاسيكية. مكتب البريد المركزي ومبنى هان Vakıf من معمار Kemalettin بك في سيركجي، إسطنبول، هي أمثلة في وقت مبكر من أول العمارة التركية الحركة الوطنية. وكانت المباني edificed مماثلة في أنقرة، مثل مبنى بنك زيرات، تركي هو Bankası البناء، وعدة مباني وزارة في فترة رئاسة أتاتورك. [بحاجة لمصدر]
بعد هذا التطور، وعصمت باشا البنات بناء معهد وكلية جامعة أنقرة لبناء الأدب، مهد مباني حي Saraçoğlu، والمسرح الكبير وفندق هيلتون إسطنبول الطريق للاعتراف العمارة المعاصرة. خلال هذه الفترة، بنيت Sedad حقي Eldem للعلوم ومباني كلية الآداب في جامعة إسطنبول، في حين صممت امين Onat Anıtkabir في أنقرة.
المشهد المعماري التركي اليوم يعكس مجموعة واسعة من المباني، والأحداث والمعارض المعمارية والبناء ومعارض. هذا على مستوى الأمة، والأحداث المعمارية العالية حضر تشمل تركيا بناء عادلة واجتماعات يلدز. في حين توجه تركيا إنشاء شركات مواد البناء إلى الأنشطة التي تستمر 4 أيام في كل عام، وإبقاء الاجتماعات يلدز يجمع قادة المشهد المعماري التركي، فضلا عن قادة الصناعية والسياسية. [بحاجة لمصدر]...

## سينما
وقد فاز الفيلم التركي مديري العديد من الجوائز العالمية المرموقة في السنوات الأخيرة. نوري بيلج سيلان وفاز بجائزة أفضل مخرج في مهرجان كان السينمائي 2008 مع الفيلم UC ميمون. وكانت هذه المرة الرابعة التي سيلان حصلت على جائزة في مهرجان كان، وعقب توزيع الجوائز للUzak الفيلم (الذي رشح أيضا لل السعفة الذهبية) في مهرجان عام 2003 وعام 2004، وİklimler فيلم (كما رشح لجائزة السعفة الذهبية) في مهرجان كان السينمائي 2006. هذه الأفلام الثلاثة، جنبا إلى جنب مع أعمال الهامة الأخرى مثل سيلان كاسابا (1997) وفاز Mayıs sıkıntısı (1999) أيضا على جوائز في المهرجانات السينمائية الكبرى الأخرى الدولية، بما في ذلك مهرجان انجيه الأوروبية الأولى (1997 و 1999)، أنقرة السينمائي (2000)، أنطاليا الذهبي أورانج السينمائي (1999 و 2002 و 2006)، برغامو الاجتماع السينمائي (2001)، مهرجان برلين السينمائي (1998)، أيها الأخوة Manaki السينمائي (2003)، بوينس آيرس المهرجان الدولي للسينما المستقلة (2001)، مهرجان كان السينمائي (2003 و 2004 و 2006)، وشيكاغو السينمائي (2003)، Cinemanila السينمائي (2003)، جائزة الفيلم الأوروبي (2000)، وإسطنبول السينمائي (1998 و 2000 و 2003 و 2007)، مكسيكو سيتي السينمائي (2004)، مونبلييه السينمائي البحر الأبيض المتوسط (2003)، وسان سيباستيان السينمائي (2003)، وسنغافورة السينمائي (2001)، صوفيا السينمائي (2004) وطوكيو السينمائي (1998) ومهرجان للسينما تريستا (2004).
فاز التركي فاتح أكين المخرج السينمائي، الذي يعيش في ألمانيا، والألماني التركي المزدوج الجنسية، وجائزة الدب الذهبي في مهرجان برلين السينمائي 2004 مع فيلم هيد اون. فاز الفيلم بالعديد من الجوائز الأخرى في العديد من المهرجانات السينمائية الدولية وقد تم ترشيح فاتح أكين على السعفة الذهبية، وفاز بجائزة أفضل سيناريو في مهرجان كان السينمائي 2007، وكذلك البرتقال الذهبي في مهرجان أنطاليا السينمائي 2007، وجائزة Brocka لينو في مهرجان 2007 فيلم Cinemanila، وجائزة أفضل سيناريو في مهرجان جوائز الفيلم الأوروبي 2007، وأفضل إخراج وأفضل سيناريو وجائزة المعلقة فيلم روائي طويل في مهرجان جوائز الفيلم الألماني 2008، وأفضل فيلم وجائزة ميزة أفضل سيناريو في مهرجان الفيلم RiverRun 2008، وجائزة الفيلم البافاري 2008، وجائزة لوكس من قبل البرلمان الأوروبي، مع الفيلم حافة السماء أفلام أخرى مهمة من أكين، مثل اوند schmerzlos كورتس (1998)، وايم جولي (2000)، Solino (2002)، وعبور الجسر: فاز الصوت في إسطنبول (2005) العديد من الجوائز.
آخر الشهيرة المخرج التركي فيرزان Özpetek التي أفلام مثل همام (1997)، الحريم suaré (1999)، لو مصير Ignoranti (2001)، ولوس انجليس دي finestra fronte (2003)، Cuore ساكرو (2005) وSATURNO كنترول (2007) فاز له شهرة عالمية والجوائز. الفيلم لا finestra دي fronte (2003) كانت ناجحة بشكل خاص، والفوز في جوائز أفضل فيلم وعلماء لجنة التحكيم في عام 2003 ديفيد دي دوناتيلو الجوائز، وكريستال غلوب وجوائز أفضل مخرج في كارلوفي فاري 2003 مهرجان السينمائي الدولي، والشريط الفضي عام 2003 لأفضل قصة أصلية من النقابة الوطنية الإيطالية للصحفيين السينمائي، وجائزة مهرجان في مهرجان 2004 فيلم فويل، وجائزة الجمهور في مهرجان عام 2004 ريهوبوث بيتش السينمائي المستقلة، وجائزة الجمهور في قماش 2004 مهرجان فلاندرز السينمائي الدولي.

## الرياضة
التقليدية الرياضة الوطنية التركية كانت Yağlı güreş (مزيت المصارعة) منذ العهد العثماني مرات. الدولي السنوي yağlı güreş (يتأهل المصارعة) الدورة التي عقدت في البهلوان قرب أدرنة هي أقدم باستمرار على التوالي، يعاقب المنافسة الرياضية في العالم، وقد وقعت كل عام منذ 1362.
الرياضة الأكثر شعبية في تركيا لكرة القدم. في تركيا تشمل فرق الصدارة غلطة سراي وفناربخشة وبشيكتاش. في عام 2000، عزز غلطة سراي دورها بوصفها نادي الأوروبية الكبرى من خلال الفوز بكأس الاتحاد الأوروبي وكأس السوبر الأوروبي. بعد سنتين أنهى المنتخب التركي الوطنية الثالثة في نهائيات كأس العالم 2002 في اليابان وكوريا الجنوبية، بينما في عام 2008 مع المنتخب الوطني وصلت إلى الدور نصف النهائي من مسابقة دوري كأس الأمم الأوروبية 2008.
الرياضة رئيسية أخرى مثل كرة السلة والكرة الطائرة هي أيضا شعبي. وستكون تركيا من استضافة 2010 لكرة السلة بطولة العالم لكرة السلة الدولية البطولة. أنهى المنتخب الوطني لكرة السلة للرجال المركز الثاني في بطولة الأوروبية 2001، في حين بلسن أفس SK فاز بكأس كوراتش في عام 1996، احتل المركز الثاني في كأس Saporta لعام 1993، وجعلها إلى الدور قبل النهائي من الدوري الأوروبي وSuproleague في عامي 2000 و 2001. لاعبي كرة السلة التركية كما كانت ناجحة في الدوري الاميركي للمحترفين. في حزيران 2004، وفاز محمد اوكور بطولة الدوري الاميركي للمحترفين لعام 2004 مع ديترويت بيستونز، ليصبح أول لاعب التركية للفوز بلقب الدوري الاميركي للمحترفين. وقد تم اختيار اوكور لفريق كل النجوم الغربية لمؤتمر 2007 لعبة كرة السلة كل النجوم، وأصبح أيضا أول لاعب التركية للمشاركة في هذا الحدث. لاعب آخر الناجحة التركية في الدوري الاميركي للمحترفين هو هدايت توركوغلو، الذي حصل على جائزة لاعب الدوري الاميركي للمحترفين معظم تحسين لموسم 2007-2008، في 28 نيسان 2008. المرأة فرق الكرة الطائرة مثل Eczacıbaşı، Vakıfbank Sigorta غونيس أتشيبادم وفنربخشه وكانت الأكثر نجاحا حتى الآن في أي رياضة جماعية، وفاز العديد من الألقاب والميداليات في البطولة الأوروبية.
لقد أصبحت رياضة السيارات شعبية في الآونة الأخيرة، وخصوصا بعد ادراج رالي تركيا للتقويم العالمي للراليات FIA في عام 2003، وإدراج سباق الجائزة الكبرى التركي لسباقات الفورمولا واحد في تقويم عام 2005. هامة أخرى رياضة السيارات السنوية الأحداث التي تقام على حلبة إسطنبول بارك تشمل سباقات للدراجات النارية سباق الجائزة الكبرى لتركيا، والتجول في العالم بطولة العالم للسيارات FIA، وسلسلة جي بي 2 وسلسلة لومان. من وقت لوقت إسطنبول وانطاليا كما تستضيف المحطة التركية لسباقات الزوارق السريعة وبطولة F1، في حين أن المحطة التركية الأحمر السلسلة العالمية لسباق ريد بل الجوي، والمنافسة سباقات الجوية، ويأخذ مكان فوق القرن الذهبي في إسطنبول. ركوب الأمواج والتزلج على الجليد، التزلج، بالمظلات والرياضات العنيفة الأخرى أصبحت أكثر شعبية في كل عام.
أساليب المصارعة الدولية التي تحكمها فيلا مثل المصارعة الحرة والمصارعة اليونانية الرومانية هي أيضا شعبي مع أوروبية كثيرة، وألقاب بطولة العالم الأولمبية التي فاز بها كل من المصارعين التركية فرديا والمنتخب الوطني. الأتراك آخر الرياضية الكبرى التي كانت ناجحة على الصعيد الدولي هو رفع الأثقال، ورفع الاثقال التركية، ذكورا وإناثا، وكسر العديد من الأرقام القياسية العالمية، وفاز أوروبية عديدة، العالم والدورة الأولمبية ألقاب البطولة. نعيم سليمان أوغلو حققت خليل موتلو ومكانة أسطورية باعتباره واحدا من القلائل الذين رفع الاثقال احرز ثلاث ميداليات ذهبية في ثلاث دورات أولمبية.
واستضافت تركيا صيف 2005 الجامعات في ازمير وستستضيف الجامعات الشتوية عام 2011 في أرضروم.

## المطبخ
ورثت المطبخ التركي العثماني في التراث التي يمكن وصفها بأنها مزيج من الصقل والتركية والكردية والعربية واليونانية والأرمنية والفارسية والمأكولات. [17] المطبخ التركي كما أثرت هذه المأكولات والأطعمة الأخرى المجاورة، وكذلك المأكولات الأوروبية الغربية. تنصهر العثمانيين تقاليد الطهي عالم مختلف مع تأثيرات من المأكولات في الشرق الأوسط، جنبا إلى جنب مع العناصر التقليدية بالتركية من آسيا الوسطى مثل اللبن. الامبراطورية العثمانية تم إنشاؤها بالفعل مجموعة واسعة من التخصصات التقنية. ويمكن ملاحظة أن مناطق مختلفة من الامبراطورية العثمانية تحتوي على اجزاء وقطع من الأطباق العثمانية الشاسعة.
[[ملفقهوة تركية]]
[[ملف:راحة حلقوم]]
ككل، والمطبخ التركي ليست متجانسة. جانبا من التخصصات التركية المشتركة التي يمكن العثور عليها في جميع أنحاء البلاد، وهناك أيضا مناطق محددة التخصصات. ويستند المطبخ منطقة البحر الأسود (شمال تركيا) على الذرة والأنشوجة. جنوب شرق البلاد، أورفة، غازي عنتاب وأضنة، وتشتهر والخمسين، والكباب العجين المستندة الحلويات مثل البقلاوة، وخاصة في الأجزاء الغربية من تركيا، حيث تزرع أشجار الزيتون بوفرة، وزيت الزيتون هو النوع الرئيسي من الزيت المستخدم في الطهي. [18] والمأكولات من مناطق بحر إيجة وبحر مرمرة والبحر الأبيض المتوسط عرض الخصائص الأساسية للمطبخ البحر الأبيض المتوسط لأنها غنية في الأعشاب والخضار والسمك. وسط الأناضول تشتهر بها المعجنات التخصصات مثل: مانتي (وخصوصا من قيصري).
اسم من التخصصات تشمل في بعض الأحيان اسم المدينة أو المنطقة (سواء في تركيا أو خارجها). هذا يشير إلى أن الطبق هو التخصص في هذا المجال، أو قد تشير إلى تقنية معينة أو المكونات المستخدمة في هذا المجال. على سبيل المثال، فإن الفرق بين كباب كباب أضنة وأورفة هو استخدام الثوم بدلا من البصل وكمية أكبر من الفلفل الحار الذي يحتوي على الكباب.

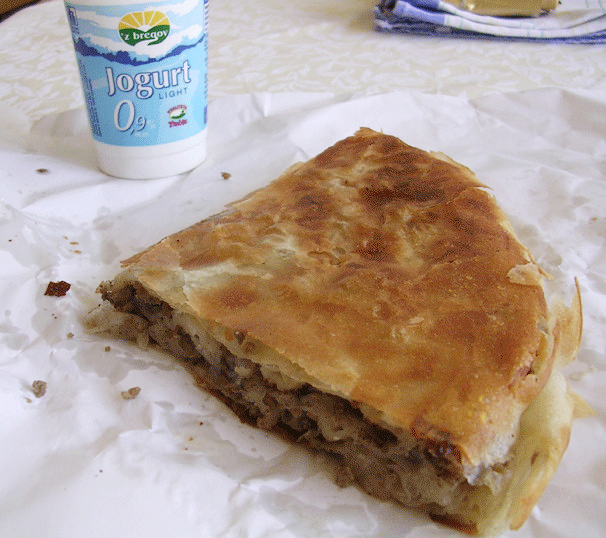
بوريك (Börek)
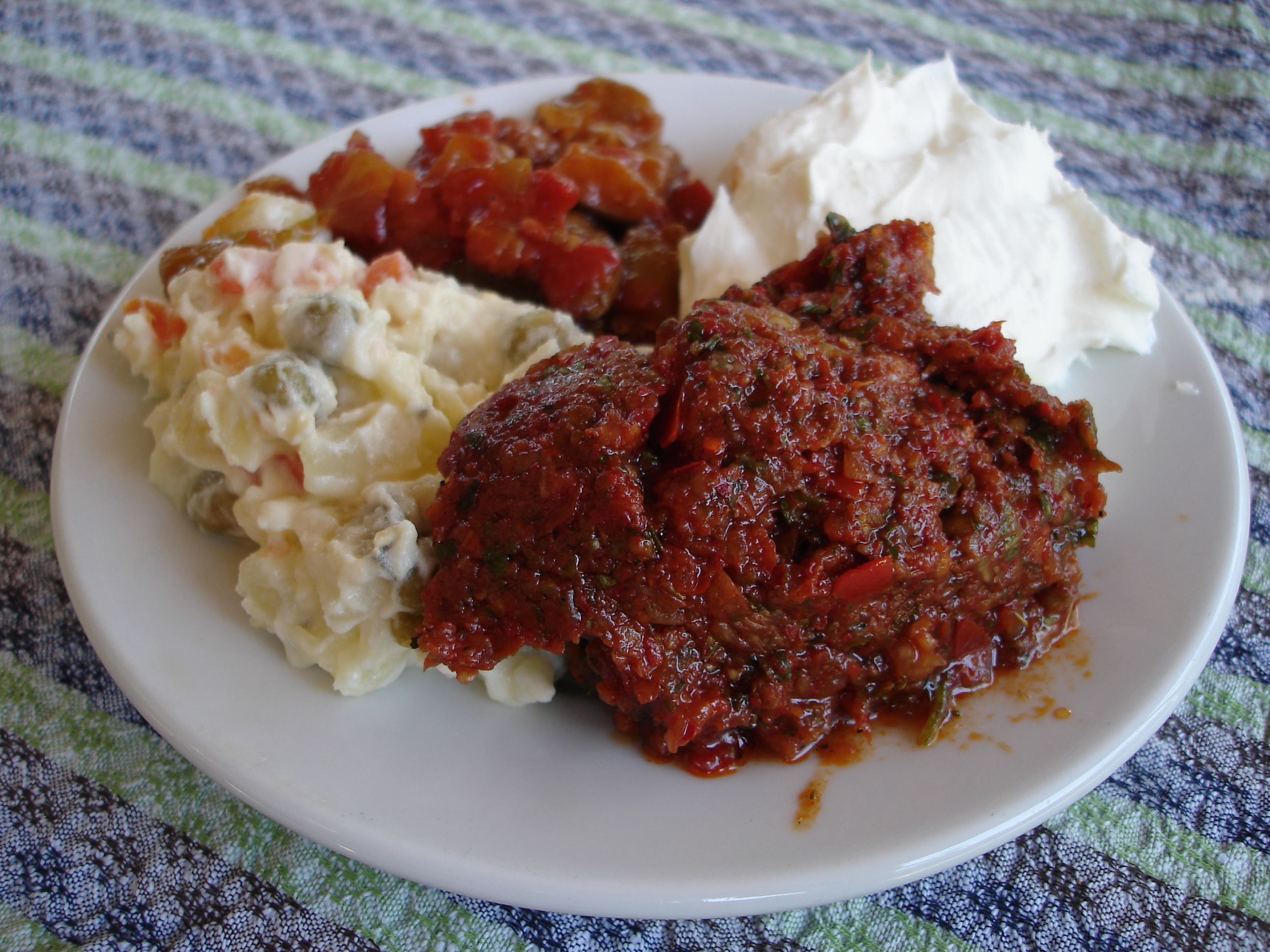
مقبلات (Meze)
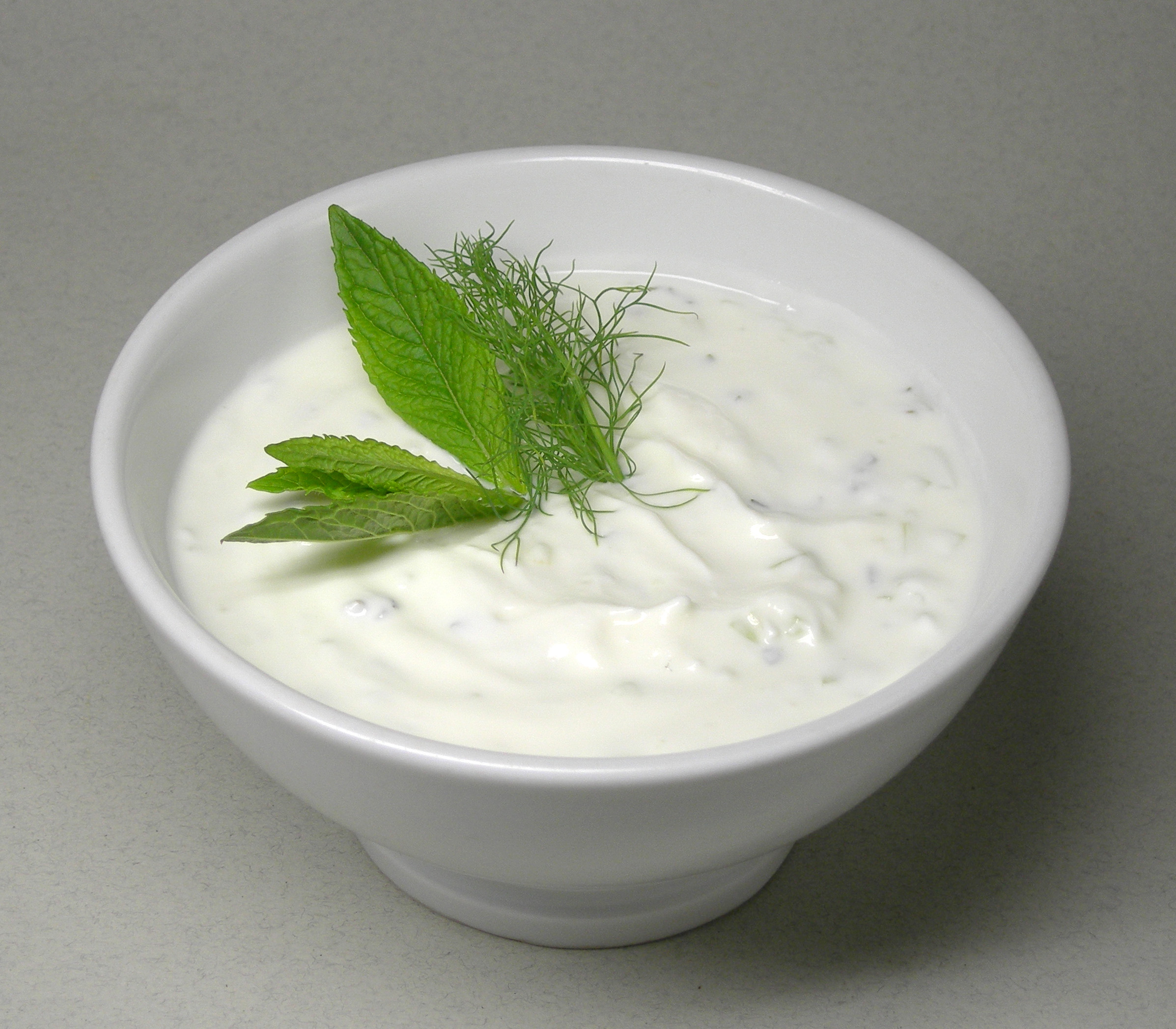
جاجيك (Cacık)
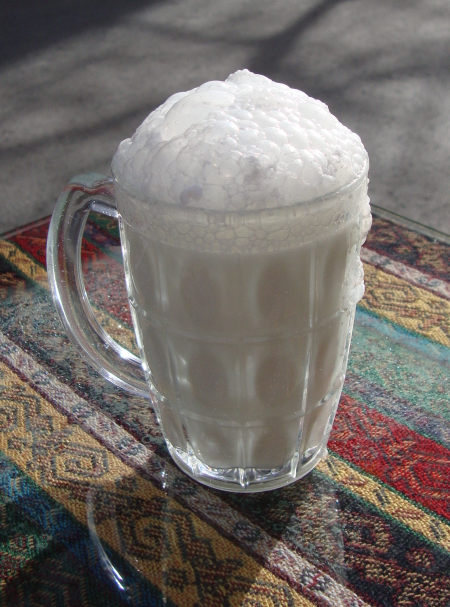
عيران (Ayran)
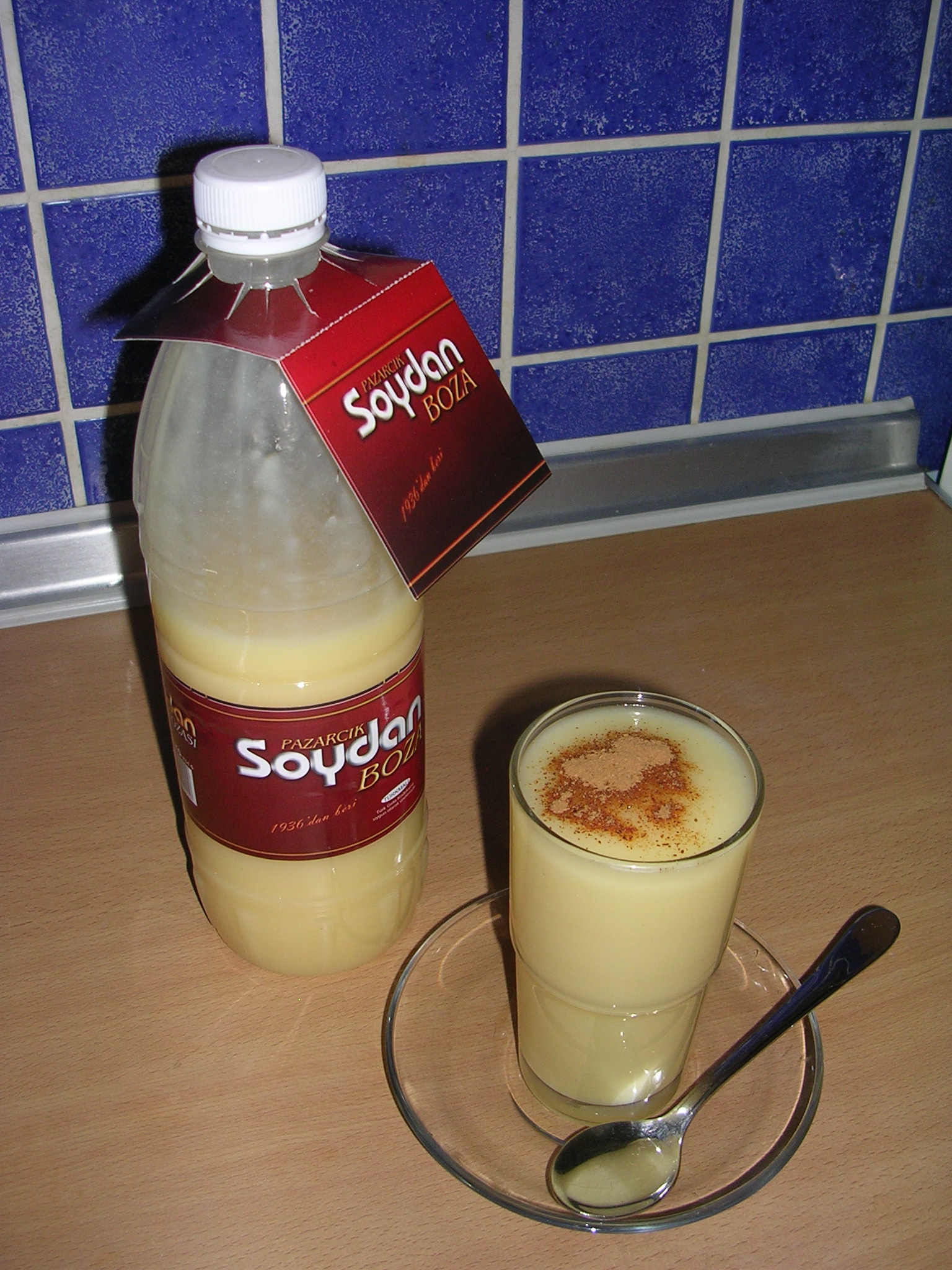
مشروب بوظة
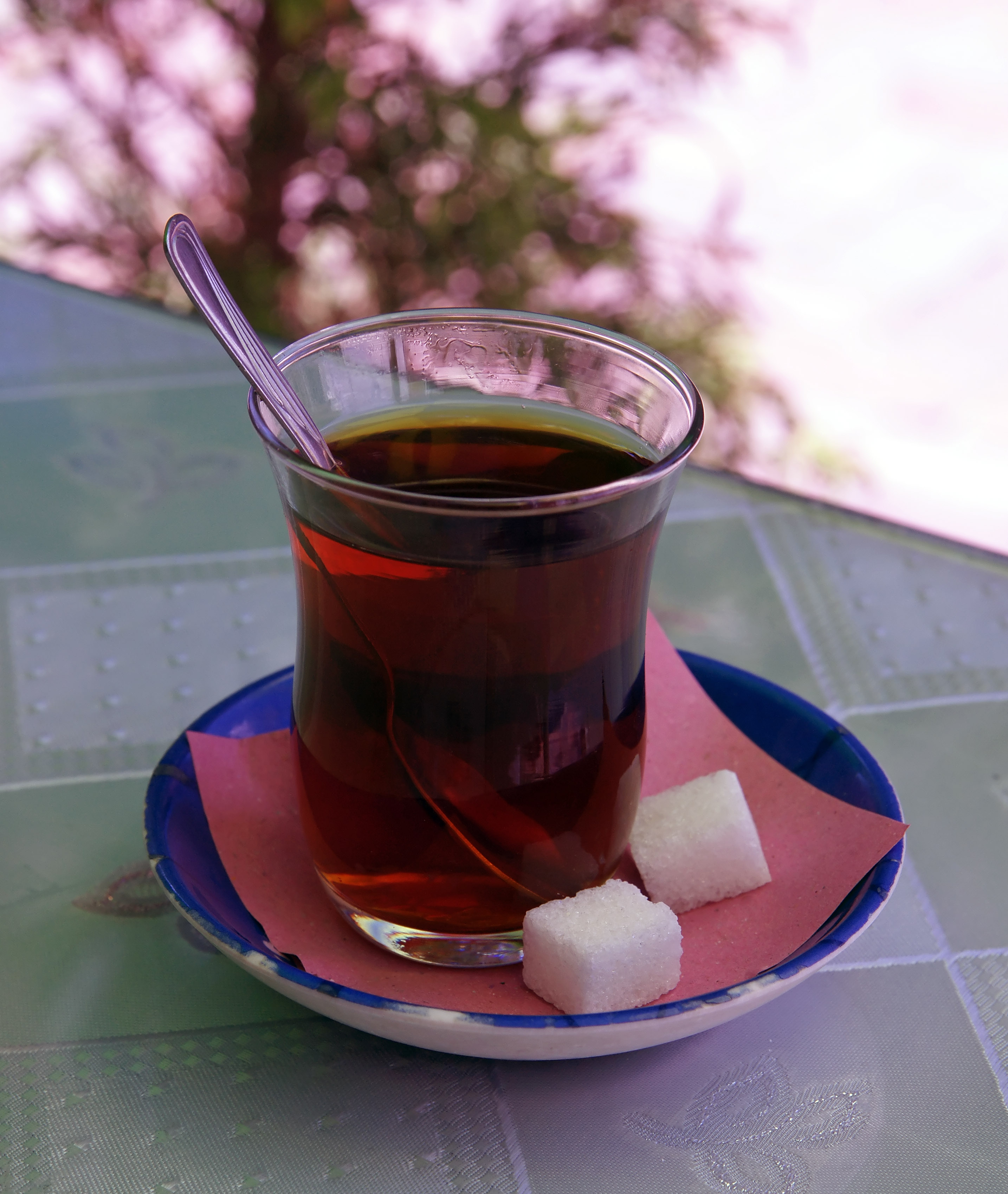
شاي تركي
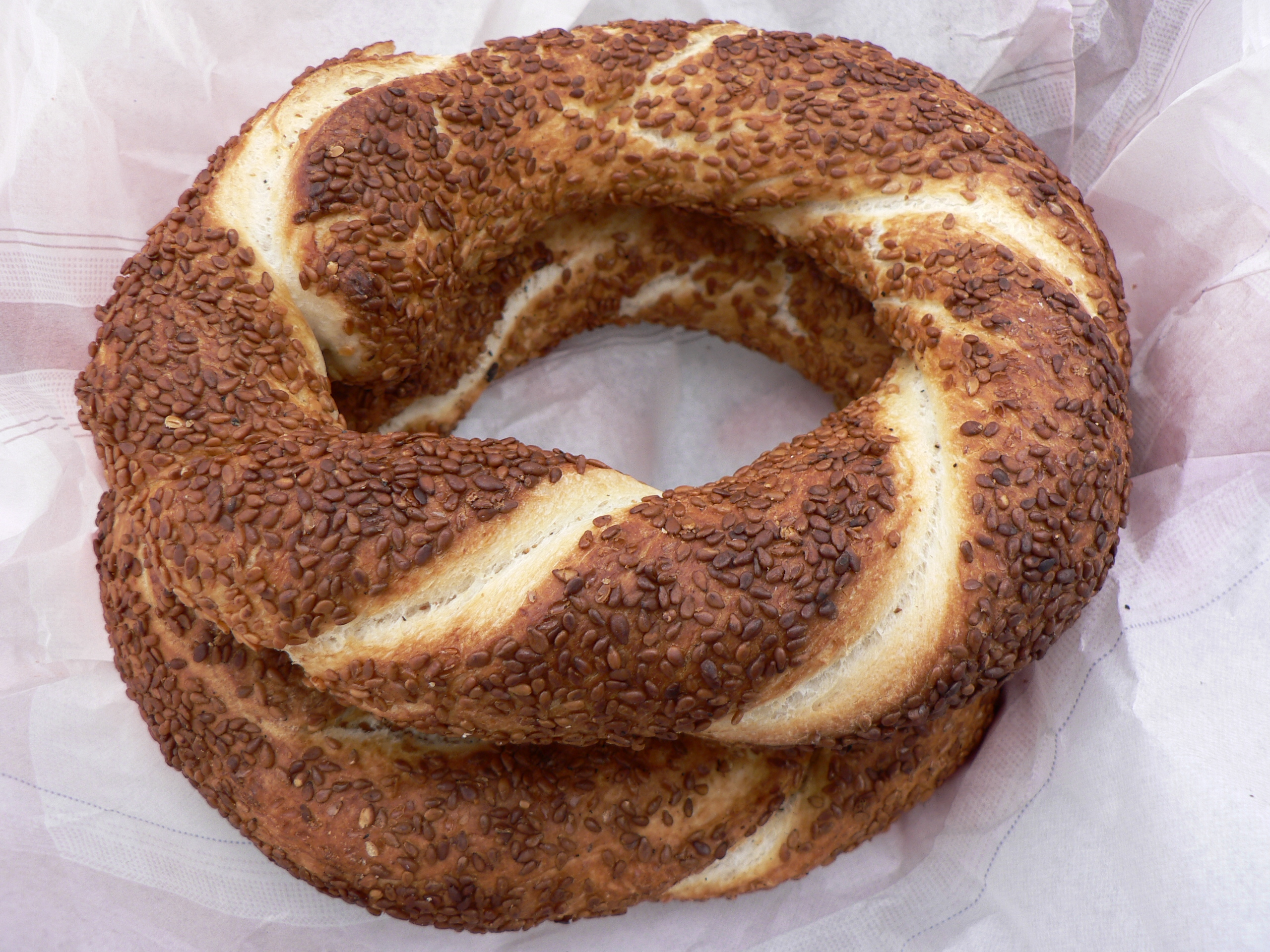
سميط
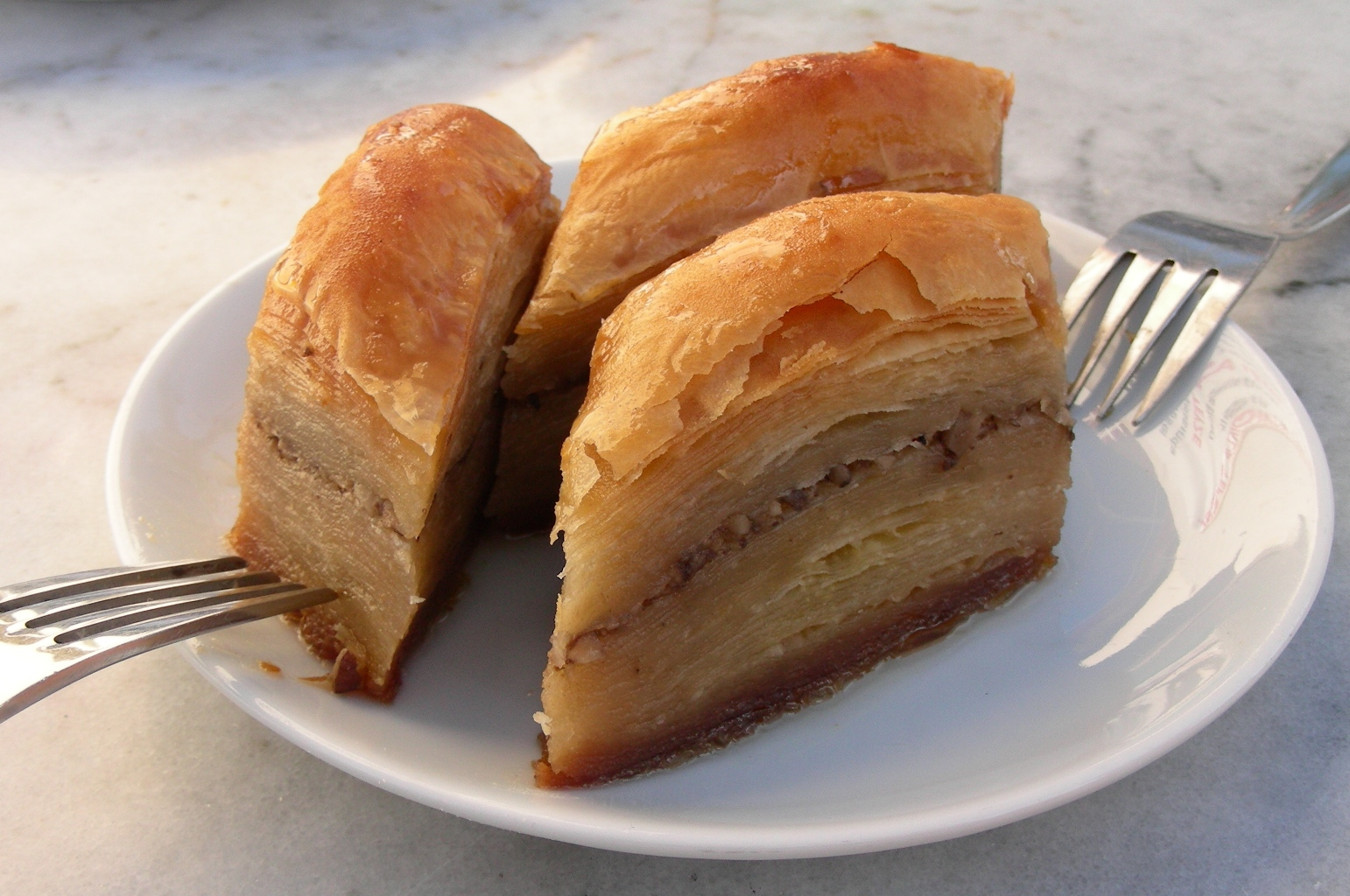
بقلاوة
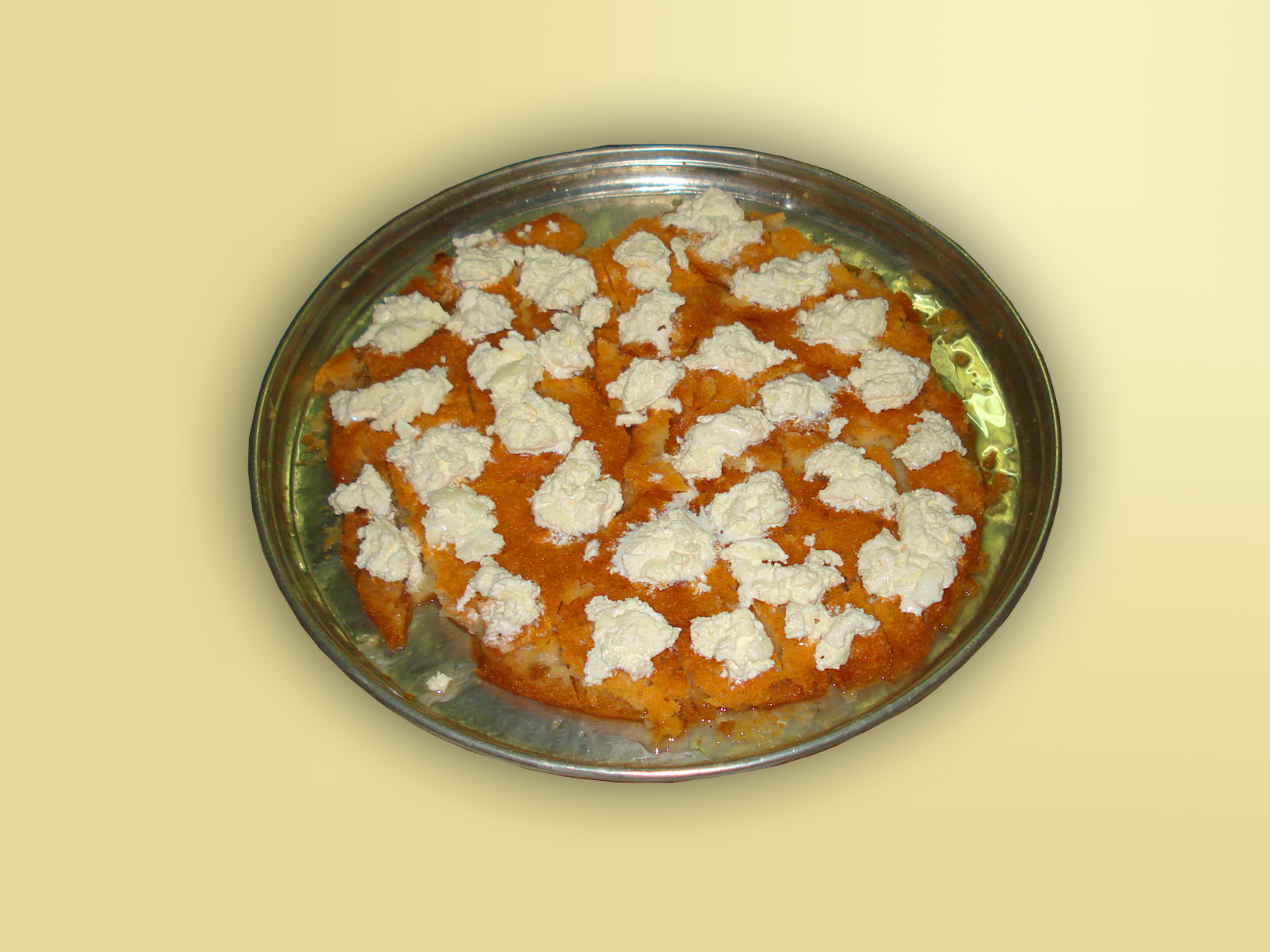
قطايف إكمك
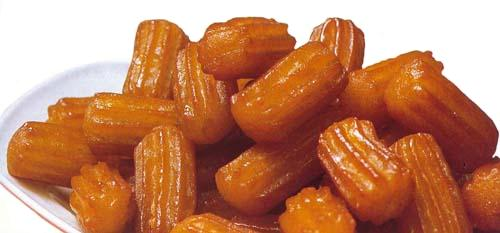
بلح الشام (Tulumba)
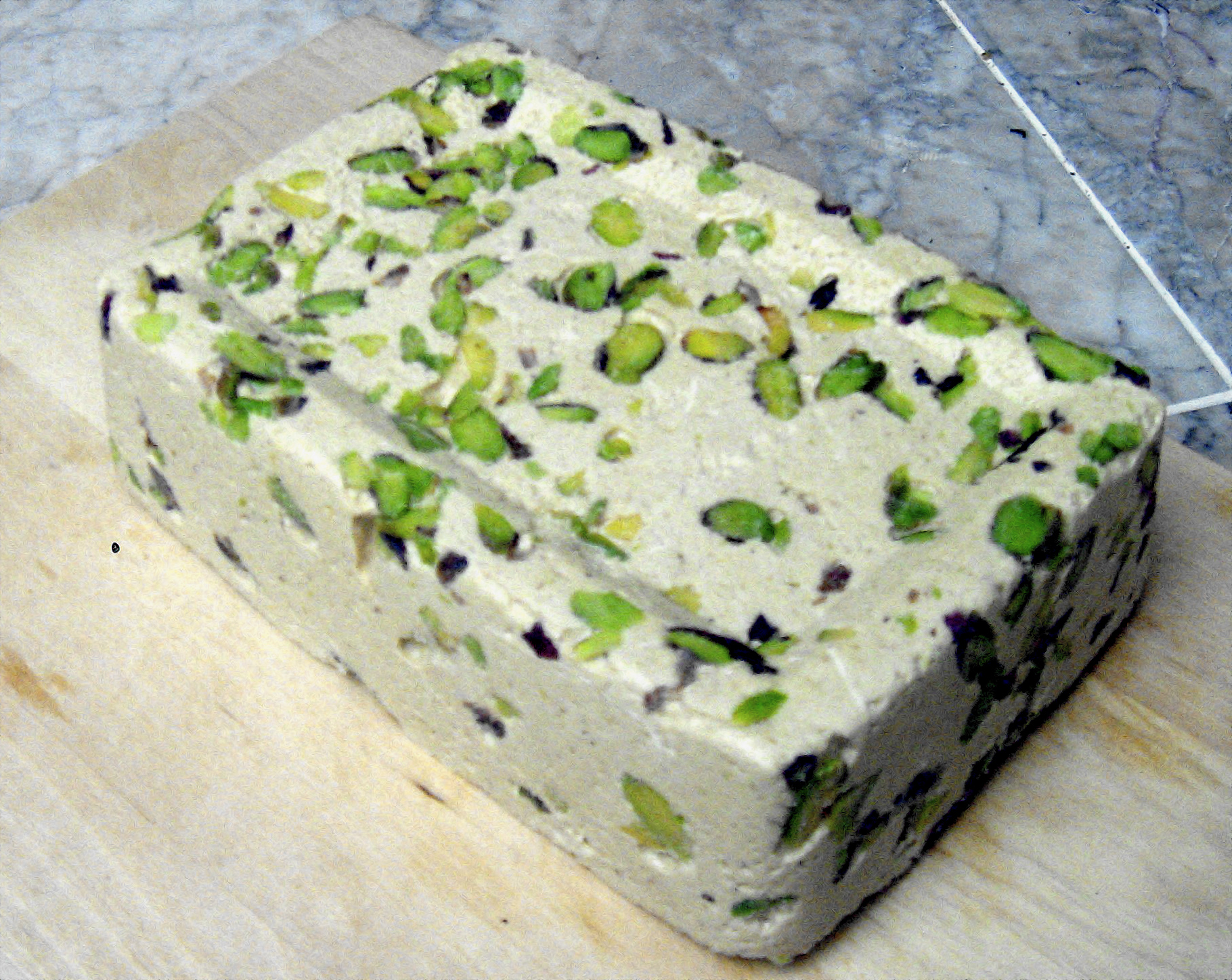
حلاوة طحينية (Helva)
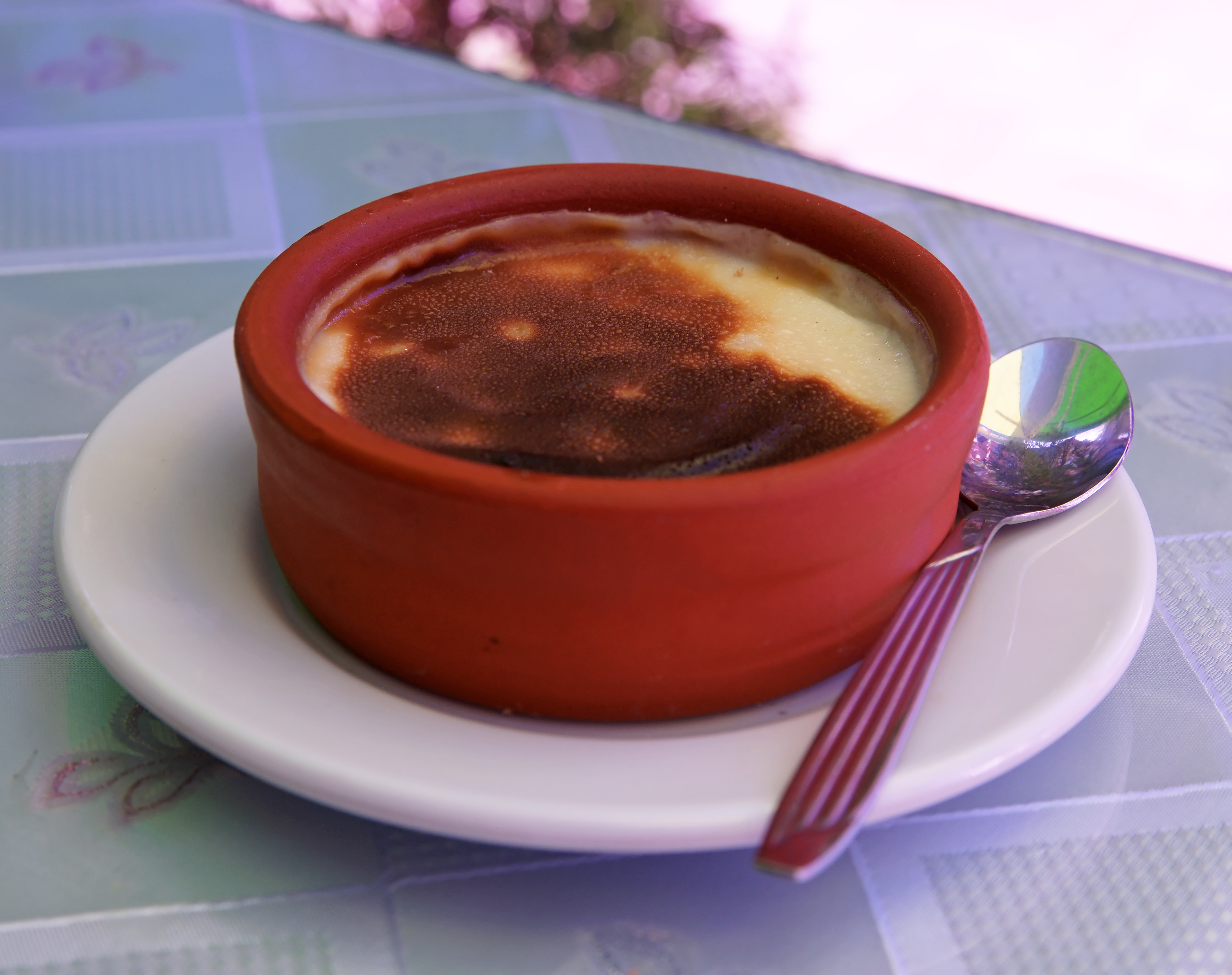
أرز بحليب (Sütlaç)

## وصلات الخارجية
- Turkish Culture Portal
- Turkey Live Culture
- Online Turkish Culture TV نسخة محفوظة 17 ديسمبر 2008 على موقع واي باك مشين.
- Art and Culture of Turkey
- ATON, the Uysal-Walker Archive of Turkish Oral Narrative at Texas Tech University
- Turkish Live Tv
- Turkey Tourism